# Більське братство
Більське братство (Більське Святомиколаївське братство, Більське Богоявленське братство) — національно-релігійна громадська організація православних руських (українських) шляхтичів Підляшшя та міщан Більська у XVI—XIX століттях.

## Історія

### Фундація
В умовах посилення тиску католицької церкви на православні громади Підляшшя шляхта та міщани Більська при підтримці роду Сопіг об'єдналися в православне братство, яке було засновано 1594 році при Богоявленській церкві. До своєї смерті у 1593 році Богдан Сопіга багато зробив для підготовки створення братство. Його справу завершив брат Микола. Спочатку називалося Богоявленським братством. Грамоту про його затвердження видав 29 червня 1594 року єпископ Іпатій Потій, в якій перелічені норми братства, що мають багато спільного зі статутом Рогатинського братства.

### Боротьба з уніатами
Після укладання у 1596 році Берестейської унії, на якій були присутні представники братства, при підтримці королівської влади уніати захопили усі церкви братства. З цього моменту почалася боротьба братчиків за повернення церковних споруд.
Втім лише у 1633 році під час коронаційного сейму король Владислав IV Ваза надав дозвіл на легальну діяльність Більського братства. 14 березня того ж року король наказав луцькому письменникові Симону Гулевич-Воютинському, православному послу на коронаційному сеймі, прийняти від уніатів і передати одновірцям церкву Об'явлення Господнього в Більську. Втім процес передачі церков спричинив спротив з боку уніатів. Так, церкви, передані королівськими комісарами православним, знову незабаром зайняли уніати. Невдовзі комісари призначили православним три церкви в Більську (всіх церков було п'ять). Для керування підляськими церквами православний єпископ луцький Афанасій прислав свого намісника, монаха з священицьким посвяченням. Невдовзі уніати відібрали більські православні святині, але принаймні одна з них, церква св. Миколая, була повернена православним, хоча і без належних до неї земель. Уніати зайняли цю церкву ще раз у 1645 році, а самих православних викинули тоді з осель. Натомість король наказав більському старості Адаму Казановському повернути православним церкву та зробити можливим їх повернення до своїх земель.
В подальшому православна громада міста зберігала церкву Св. Миколая (тому називалося Святомиколаївським братством), протистоячи спробам уніатів та католиків. Спроби наступних за Владиславом IV королів Речі Посполитої шляхта і міщани зуміли згуртовано протидіяти. В складному становищі опинилося в часи Хмельниччини, оскільки поляки розглядали братство як союзників козаків й ворогів держави.
До кінця XVII ст. Більське братство опинилося в складному фінансовому стані з огляду на значні руйнації у 1655 році під час вторгнення шведів. Тимчасове відновлення братство відбулося в часи королів Яна III Собеського та Августа II. Значну допомогу стали надавати імператори Російської імперії. Втім до 1750-х років воно майже повністю занепало. Сприянням братства ще у 1825 році при Церкві Св. Миколая діяв монастир. Десь у середині XIX ст. Більське братство припинило своє існування.

### Школа
При ньому утворено школу, в якій викладали давньоукраїнську, польську, церковнослов'янську мови, богослов'я, арифметику. Також Більське братство отримало дозвіл при соборній церкві Богоявления «… болницу, шпиталь убогихъ ради своих строити».
Навесні 1633 року митрополит Київський Петро Могила призначив Теофіла Леонтовича своїм намісником у Більську, якому доручив допомогти братству в боротьбі з уніатами за Богоявленський собор. Леонтович викладав у Більській братській школі, був її ректором.